# Estonščina
Estonščina je uralski jezik, ki je uradni jezik v baltski državi Estoniji in eden od uradnih jezikov Evropske unije. Govori ga približno 1,1 milijona govorcev, od česar jih približno 922 tisoč živi v Estoniji.
Estonščina spada v finsko vejo uralskih jezikov, skupaj s finščino in nekaj manjšinskimi jeziki, ki jih govorijo na območju vzhodnega Baltskega morja in severozahodne Rusije. Estonščina je skupaj s finščino, madžarščino in malteščino eden od štirih uradnih jezikov Evropske unije, ki niso del indoevropske jezikovne družine. Kljub temu je bila skoraj tretjina besedja sodobne estonščine prevzeta iz germanskih jezikov.
Estonščina je aglutinacijski jezik, ki ne pozna slovnične lastnosti spola, kar je značilno za uralske jezike. Kljub temu je v zgodovinskem razvoju tega jezika prišlo do pojava lastnosti fuzijskih jezikov, predvsem v zvezi s pregibanjem samostalnikov in pridevnikov. V estonščini je uporabnih štirinajst sklonov.
Estonščina je zapisovana v latinici. Osnovnim latiničnim črkam so bile dodane črke ä, ö, ü in õ ter pozneje š in ž. Črke c, q, w, x in y so uporabljane le za zapisovanje imen iz tujih jezikov. Podobno temu črke f, z, š in ž najdemo zgolj v tujkah in tujih imenih.

## Abeceda
| črka              | A a | B b | C c | D d | E e | F f | G g | H h | I i | J j | K k | L l | M m | N n | O o | P p |
| izgovorjava (IPA) |     |     |     |     |     |     |     |     |     |     |     |     |     |     |     |     |
|                   |     |     |     |     |     |     |     |     |     |     |     |     |     |     |     |     |
| črka              | Q q | R r | S s | Š š | Z z | Ž ž | T t | U u | V v | W w | Õ õ | Ä ä | Ö ö | Ü ü | X x | Y y |
| izgovorjava (IPA) |     |     |     |     |     |     |     |     |     |     |     |     |     |     |     |     |

## Naglas
V estonščini je naglas običajno na prvem zlogu besede. Izjeme so besede aitäh (hvala), aitüma, sõbranna (prijateljica), ter nekateri medmeti (ahah, ohoh), kjer je naglas na drugem zlogu. Starejše prevzete besede, kot npr. miljonär, apelsin, pensionär, imajo naglas na prvem zlogu, medtem ko imajo številne novejše tujke (büroo, psühholoogia, kompuuter) enak naglas kot v izvirnem jeziku. 